# Hoppea dichotoma
Hoppea dichotoma là một loài thực vật có hoa trong họ Long đởm. Loài này được Willd. mô tả khoa học đầu tiên năm 1801.